# Laemophloeus tricostata
Laemophloeus tricostata is een keversoort uit de familie dwergschorskevers (Laemophloeidae). De wetenschappelijke naam van de soort werd in 1861 gepubliceerd door Xavier Montrouzier.